# Krumbachsmühle
Krumbachsmühle ist ein Gemeindeteil der Ortsgemeinde Asbach im Landkreis Neuwied im nördlichen Rheinland-Pfalz, entstanden aus einer ehemaligen Wassermühle.

## Geographie
Der Wohnplatz liegt im Niederwesterwald etwa zwei Kilometer östlich des Hauptortes Asbach und etwa einen Kilometer südlich vom Ort Krumbach. Die Krumbachsmühle liegt am namengebenden Krumbach. Die Kreisstraße 67 verbindet den Wohnplatz mit den Asbacher Ortsteilen Parscheid und Krumscheid.

## Geschichte
Unterhalb der Krumbachsmühle stand eine Wasserburg bzw. eine Motte, die einem Geschlecht zum Laich gehörte. Die letzte Tochter heiratete um 1465 Peter von Limbach, genannt Munt.
Der Ursprung wird auf die Zeit um 1500 angenommen. Die Mühle wurde erstmals 1817 erwähnt und war zu der Zeit unbewohnt. Seit etwa 1865 lebte hier eine achtköpfige Familie. Bei einer Volkszählung im Jahr 1885 lebten in der Krumbachsmühle fünf Einwohner.
Am 25. März 1945 wurde die Mühle bei einem Gefecht von amerikanischen Phosphorgranaten getroffen und brannte bis auf die Grundmauern nieder. Im Februar 1946 war die Mühle provisorisch wieder instand gesetzt. 1954 wurde der Mühlenbetrieb aufgegeben.
Bis zum 16. März 1974 gehörte die Krumbachsmühle zu der bis dahin eigenständigen Gemeinde Schöneberg. Aus ihr und den gleichzeitig aufgelösten Gemeinden Asbach und Limbach sowie einem Teil der Gemeinde Elsaff wurde am 16. März 1974 die Ortsgemeinde Asbach neu gebildet.